# Liste der deutschen Städte mit einer Berufsfeuerwehr
In Deutschland gibt es in 115 Städten Berufsfeuerwehren. Diese sind nicht zu verwechseln mit Feuerwehren mit hauptamtlichen Kräften. Zum 1. Januar 2025 wurde in Ulm aus der bisherigen Feuerwehr mit Hauptamtlichen Kräften die 115. Berufsfeuerwehr.
Die Richtlinien für die Aufstellung einer Berufsfeuerwehr sind in den Brandschutzgesetzen des jeweiligen Bundeslandes geregelt.
| Stadt                                                         | Bundesland             | Gründungsjahr der Berufsfeuerwehr (BF) | Mitarbeiter (ca.) | Einwohnerzahl |
| ------------------------------------------------------------- | ---------------------- | -------------------------------------- | ----------------- | ------------- |
| Aachen (Feuerwehr Aachen)                                     | Nordrhein-Westfalen    | 1871                                   | 450               | 262.670       |
| Altenburg (Feuerwehr Altenburg)                               | Thüringen              | 1921                                   | 30                | 31.093        |
| Augsburg (Feuerwehr Augsburg)                                 | Bayern                 | 1899                                   | 280               | 301.105       |
| Baden-Baden (Feuerwehr Baden-Baden)                           | Baden-Württemberg      | 2021                                   | 65                | 56.881        |
| Bautzen (Feuerwehr Bautzen)                                   | Sachsen                | 2009                                   | 36                | 37.566        |
| Berlin (Berliner Feuerwehr)                                   | Berlin                 | 1851                                   | 3900              | 3.685.265     |
| Bergisch Gladbach (Feuerwehr Bergisch Gladbach)               | Nordrhein-Westfalen    | 2023                                   | 210               | 111.361       |
| Bielefeld (Feuerwehr Bielefeld)                               | Nordrhein-Westfalen    | 1899                                   | 310               | 331.605       |
| Bochum (Feuerwehr Bochum)                                     | Nordrhein-Westfalen    | 1901                                   | 523               | 358.676       |
| Bonn (Feuerwehr Bonn)                                         | Nordrhein-Westfalen    | 1941                                   | 370               | 323.336       |
| Bottrop (Feuerwehr Bottrop)                                   | Nordrhein-Westfalen    | 1922                                   | 170               | 118.535       |
| Brandenburg an der Havel (Feuerwehr Brandenburg an der Havel) | Brandenburg            | 1917                                   | 60                | 74.113        |
| Braunschweig (Feuerwehr Braunschweig)                         | Niedersachsen          | 1875                                   | 462               | 252.962       |
| Bremen (Feuerwehr Bremen)                                     | Bremen                 | 1870                                   | 700               | 586.271       |
| Bremerhaven (Feuerwehr Bremerhaven)                           | Bremen                 | 1893                                   | 300               | 118.610       |
| Chemnitz (Feuerwehr Chemnitz)                                 | Sachsen                | 1866                                   | 435               | 245.618       |
| Cottbus (Feuerwehr Cottbus)                                   | Brandenburg            | 1947                                   | 210               | 95.123        |
| Cuxhaven (Feuerwehr Cuxhaven)                                 | Niedersachsen          | 2005                                   | 100               | 49.697        |
| Darmstadt (Feuerwehr Darmstadt)                               | Hessen                 | 1895                                   | 170               | 167.029       |
| Delmenhorst (Feuerwehr Delmenhorst)                           | Niedersachsen          | 2012                                   | 120               | 81.406        |
| Dessau-Roßlau (Feuerwehr Dessau-Roßlau)                       | Sachsen-Anhalt         | 1923                                   | 100               | 75.402        |
| Dortmund (Feuerwehr Dortmund)                                 | Nordrhein-Westfalen    | 1901                                   | 1167              | 603.462       |
| Dresden (Feuerwehr Dresden)                                   | Sachsen                | 1868                                   | 945               | 564.904       |
| Duisburg (Feuerwehr Duisburg)                                 | Nordrhein-Westfalen    | 1904                                   | 600               | 502.270       |
| Düsseldorf (Feuerwehr Düsseldorf)                             | Nordrhein-Westfalen    | 1872                                   | 1100              | 618.685       |
| Eberswalde (Feuerwehr Eberswalde)                             | Brandenburg            | 1947, Neugründung 2000                 | 35                | 41.481        |
| Eisenach (Feuerwehr Eisenach)                                 | Thüringen              | 1945                                   | 33                | 40.747        |
| Erfurt (Feuerwehr Erfurt)                                     | Thüringen              | 1910                                   | 215               | 218.793       |
| Essen (Feuerwehr Essen)                                       | Nordrhein-Westfalen    | 1894                                   | 750               | 574.682       |
| Flensburg (Feuerwehr Flensburg)                               | Schleswig-Holstein     | 1904                                   | 99                | 96.326        |
| Frankfurt am Main (Feuerwehr Frankfurt am Main)               | Hessen                 | 1874                                   | 1200              | 756.021       |
| Frankfurt (Oder) (Feuerwehr Frankfurt (Oder))                 | Brandenburg            | 1947                                   | 50                | 57.107        |
| Freiburg im Breisgau (Feuerwehr Freiburg im Breisgau)         | Baden-Württemberg      | 1945                                   | 130               | 237.460       |
| Fürth (Feuerwehr Fürth)                                       | Bayern                 | 1954                                   | 80                | 132.036       |
| Gelsenkirchen (Feuerwehr Gelsenkirchen)                       | Nordrhein-Westfalen    | 1904                                   | 310               | 267.930       |
| Gera (Feuerwehr Gera)                                         | Thüringen              | 1923                                   | 135               | 95.608        |
| Gießen (Feuerwehr Gießen)                                     | Hessen                 | 1914                                   | 70                | 89.179        |
| Görlitz (Feuerwehr Görlitz)                                   | Sachsen                | 1897                                   | 60                | 55.186        |
| Gotha (Feuerwehr Gotha)                                       | Thüringen              | 1945                                   | 35                | 46.400        |
| Göttingen (Feuerwehr Göttingen)                               | Niedersachsen          | 1908                                   | 140               | 127.259       |
| Greifswald (Feuerwehr Greifswald)                             | Mecklenburg-Vorpommern | 1876                                   | 60                | 56.092        |
| Gütersloh (Feuerwehr Gütersloh)                               | Nordrhein-Westfalen    | 2011                                   | 120               | 100.479       |
| Hagen (Feuerwehr Hagen)                                       | Nordrhein-Westfalen    | 1913                                   | 260               | 190.384       |
| Halle (Saale) (Feuerwehr Halle (Saale))                       | Sachsen-Anhalt         | 1889                                   | 160               | 226.767       |
| Hamburg (Feuerwehr Hamburg)                                   | Hamburg                | 1872                                   | 2600              | 1.973.896     |
| Hamm (Feuerwehr Hamm)                                         | Nordrhein-Westfalen    | 1975                                   | 270               | 179.968       |
| Hanau (Feuerwehr Hanau)                                       | Hessen                 | 2021                                   | 68                | 97.956        |
| Hannover (Feuerwehr Hannover)                                 | Niedersachsen          | 1880                                   | 750               | 522.131       |
| Heidelberg (Feuerwehr Heidelberg)                             | Baden-Württemberg      | 1896                                   | 120               | 155.756       |
| Heilbronn (Feuerwehr Heilbronn)                               | Baden-Württemberg      | 1971                                   | 100               | 131.986       |
| Herne (Feuerwehr Herne)                                       | Nordrhein-Westfalen    | 1975                                   | 150               | 155.851       |
| Herten (Feuerwehr Herten)                                     | Nordrhein-Westfalen    | 2011                                   | 85                | 60.941        |
| Hildesheim (Feuerwehr Hildesheim)                             | Niedersachsen          | 1896                                   | 134               | 98.510        |
| Hoyerswerda (Feuerwehr Hoyerswerda)                           | Sachsen                | 1950                                   | 43                | 30.759        |
| Ingolstadt (Feuerwehr Ingolstadt)                             | Bayern                 | 1993                                   | 125               | 141.185       |
| Iserlohn (Feuerwehr Iserlohn)                                 | Nordrhein-Westfalen    | 1974                                   | 120               | 91.811        |
| Jena (Feuerwehr Jena)                                         | Thüringen              | 1947                                   | 167               | 109.725       |
| Kaiserslautern (Feuerwehr Kaiserslautern)                     | Rheinland-Pfalz        | 1955                                   | 120               | 100.426       |
| Karlsruhe (Feuerwehr Karlsruhe)                               | Baden-Württemberg      | 1926                                   | 250               | 309.050       |
| Kassel (Feuerwehr Kassel)                                     | Hessen                 | 1891                                   | 350               | 197.230       |
| Kiel (Feuerwehr Kiel)                                         | Schleswig-Holstein     | 1896                                   | 250               | 252.668       |
| Koblenz (Feuerwehr Koblenz)                                   | Rheinland-Pfalz        | 1910                                   | 120               | 113.378       |
| Köln (Feuerwehr Köln)                                         | Nordrhein-Westfalen    | 1872                                   | 1400              | 1.024.621     |
| Krefeld (Feuerwehr Krefeld)                                   | Nordrhein-Westfalen    | 1890                                   | 250               | 231.406       |
| Leipzig (Feuerwehr Leipzig)                                   | Sachsen                | 1865                                   | 640               | 611.850       |
| Leverkusen (Feuerwehr Leverkusen)                             | Nordrhein-Westfalen    | 1976                                   | 234               | 168.581       |
| Lübeck (Feuerwehr Lübeck)                                     | Schleswig-Holstein     | 1898                                   | 450               | 216.889       |
| Ludwigshafen am Rhein (Feuerwehr Ludwigshafen am Rhein)       | Rheinland-Pfalz        | 1918                                   | 190               | 177.222       |
| Lünen (Feuerwehr Lünen)                                       | Nordrhein-Westfalen    | 2013                                   | 100               | 86.163        |
| Magdeburg (Feuerwehr Magdeburg)                               | Sachsen-Anhalt         | 1874                                   | 270               | 244.329       |
| Mainz (Feuerwehr Mainz)                                       | Rheinland-Pfalz        | 1906                                   | 280               | 224.684       |
| Mannheim (Feuerwehr Mannheim)                                 | Baden-Württemberg      | 1891                                   | 300               | 318.035       |
| Minden (Feuerwehr Minden)                                     | Nordrhein-Westfalen    | 1990                                   | 130               | 84.013        |
| Mönchengladbach (Feuerwehr Mönchengladbach)                   | Nordrhein-Westfalen    | 1901                                   | 400               | 267.213       |
| Mühlhausen/Thüringen (Feuerwehr Mühlhausen)                   | Thüringen              | 1948, Neugründung 2018                 | 29                | 36.353        |
| Mülheim an der Ruhr (Feuerwehr Mülheim)                       | Nordrhein-Westfalen    | 1924                                   | 320               | 173.050       |
| München (Feuerwehr München)                                   | Bayern                 | 1879                                   | 2050              | 1.505.005     |
| Münster (Feuerwehr Münster)                                   | Nordrhein-Westfalen    | 1905                                   | 350               | 308.258       |
| Neubrandenburg (Feuerwehr Neubrandenburg)                     | Mecklenburg-Vorpommern | 1945                                   | 80                | 60.344        |
| Neumünster (Feuerwehr Neumünster)                             | Schleswig-Holstein     | 1914                                   | 135               | 79.809        |
| Norderstedt (Feuerwehr Norderstedt)                           | Schleswig-Holstein     | 2022                                   | 58                | 82.844        |
| Nordhausen (Feuerwehr Nordhausen)                             | Thüringen              | 1945                                   | 40                | 40.767        |
| Nürnberg (Feuerwehr Nürnberg)                                 | Bayern                 | 1875                                   | 460               | 529.508       |
| Oberhausen (Feuerwehr Oberhausen)                             | Nordrhein-Westfalen    | 1910                                   | 250               | 213.646       |
| Offenbach am Main (Feuerwehr Offenbach)                       | Hessen                 | 1921                                   | 130               | 132.746       |
| Oldenburg (Feuerwehr Oldenburg)                               | Niedersachsen          | 1937                                   | 380               | 176.614       |
| Osnabrück (Feuerwehr Osnabrück)                               | Niedersachsen          | 1926                                   | 140               | 166.057       |
| Pforzheim (Feuerwehr Pforzheim)                               | Baden-Württemberg      | 1975                                   | 95                | 134.912       |
| Plauen (Feuerwehr Plauen)                                     | Sachsen                | 1907                                   | 51                | 65.599        |
| Potsdam (Feuerwehr Potsdam)                                   | Brandenburg            | 1862                                   | 155               | 184.754       |
| Ratingen (Feuerwehr Ratingen)                                 | Nordrhein-Westfalen    | 2008                                   | 120               | 89.368        |
| Regensburg (Feuerwehr Regensburg)                             | Bayern                 | 1927                                   | 175               | 151.389       |
| Remscheid (Feuerwehr Remscheid)                               | Nordrhein-Westfalen    | 1901                                   | 140               | 113.828       |
| Reutlingen (Feuerwehr Reutlingen)                             | Baden-Württemberg      | 2004                                   | 70                | 118.852       |
| Rostock (Feuerwehr Rostock)                                   | Mecklenburg-Vorpommern | 1908                                   | 350               | 205.307       |
| Saarbrücken (Feuerwehr Saarbrücken)                           | Saarland               | 1911                                   | 180               | 182.971       |
| Salzgitter (Feuerwehr Salzgitter)                             | Niedersachsen          | 1943                                   | 210               | 104.970       |
| Schwerin (Feuerwehr Schwerin)                                 | Mecklenburg-Vorpommern | 1869                                   | 220               | 98.308        |
| Siegen (Feuerwehr Siegen)                                     | Nordrhein-Westfalen    | 2023                                   | 120               | 102.685       |
| Solingen (Feuerwehr Solingen)                                 | Nordrhein-Westfalen    | 1947                                   | 200               | 165.626       |
| Stralsund (Feuerwehr Stralsund)                               | Mecklenburg-Vorpommern | 1883                                   | 100               | 54.094        |
| Stuttgart (Feuerwehr Stuttgart)                               | Baden-Württemberg      | 1891                                   | 520               | 612.663       |
| Suhl (Feuerwehr Suhl)                                         | Thüringen              | 2019                                   | 50                | 34.685        |
| Trier (Feuerwehr Trier)                                       | Rheinland-Pfalz        | 1914                                   | 180               | 104.342       |
| Ulm (Feuerwehr Ulm)                                           | Baden-Württemberg      | 2025                                   | 79                | 129.882       |
| Weimar (Feuerwehr Weimar)                                     | Thüringen              | 1926                                   | 69                | 65.954        |
| Wiesbaden (Feuerwehr Wiesbaden)                               | Hessen                 | 1903                                   | 280               | 288.850       |
| Wilhelmshaven (Feuerwehr Wilhelmshaven)                       | Niedersachsen          | 1940                                   | 140               | 75.745        |
| Wismar (Feuerwehr Wismar)                                     | Mecklenburg-Vorpommern | 1928                                   | 50                | 43.329        |
| Witten (Feuerwehr Witten)                                     | Nordrhein-Westfalen    | 1975                                   | 100               | 91.808        |
| Wolfsburg (Feuerwehr Wolfsburg)                               | Niedersachsen          | 1952                                   | 170               | 129.560       |
| Worms (Feuerwehr Worms)                                       | Rheinland-Pfalz        | 2017                                   | 66                | 86.753        |
| Wuppertal (Feuerwehr Wuppertal)                               | Nordrhein-Westfalen    | 1892                                   | 500               | 358.193       |
| Würzburg (Feuerwehr Würzburg)                                 | Bayern                 | 1972                                   | 150               | 133.258       |
| Zwickau (Feuerwehr Zwickau)                                   | Sachsen                | 1904                                   | 176               | 87.410        |

## Städte mit Planungen zur Aufstellung einer Berufsfeuerwehr
Die Stadt Saalfeld prüfte im Sommer 2023, die Freiwillige Feuerwehr mit bis jetzt hauptamtlichen feuerwehrtechnischen Bediensteten in eine Berufsfeuerwehr umzugliedern. Anfang 2024 beschloss der Stadtrat gemäß des Brandschutzbedarfsplans die Umgliederung in eine Berufsfeuerwehr, ein Termin zur Umgliederung wurde noch nicht festgelegt.
Die Lutherstadt Wittenberg prüft seit dem Jahr 2023, wie die 2005 aus Kostengründen abgeschaffte Berufsfeuerwehr wieder aufgebaut werden kann.